# Amsacta marginata
Amsacta marginata är en fjärilsart som beskrevs av Moore 1883. Amsacta marginata ingår i släktet Amsacta och familjen björnspinnare. Inga underarter finns listade i Catalogue of Life.